# Évellys
Évellys é uma comuna francesa na região administrativa da Bretanha, no departamento de Morbihan. Estende-se por uma área de 80.34 km². Em 2010 a comuna tinha 3 540 habitantes (densidade: 44,1 hab./km²).
Foi criada em 1 de janeiro de 2016, após a fusão das antigas comunas de Moustoir-Remungol, Naizin e Remungol.